# 巴力·买买提伊力
巴力·买买提伊力（1989年1月27日—），中国足球运动员，生于新疆富蕴县可可托海镇，维吾尔族。巴力於14岁进入新疆宋庆龄足球学校，於2007年在中国足球乙级联赛新疆体彩（以下简称新疆队）开始职业生涯。2005年，巴力在十运会预选赛上为新疆队打入一球，幫助新疆队46年来首次进入全运会男足比赛决赛圈。2010年，巴力加盟杭州绿城，並且成为球队主力，也成为了第一个在中超出场、进球及在亚冠联赛赛场进球的新疆维吾尔人。2011年，巴力入选中国国奥队，与阿曼的比赛中送上助攻。2012年，巴力被浙江绿城开除，次年加盟江苏舜天，拿到中国足协超级杯冠军。

## 职业生涯

### 少年
巴力出生于新疆维吾尔自治区北部富蕴县可可托海镇，父亲是可可托海矿务局的一位司机，母亲也在可可托海矿务局上班。巴力的母亲曾经取得过可可托海矿务局爬山赛冠军、20公里自行车赛第四名。巴力有一个比他大四岁的哥哥。巴力四岁时，可可托海矿务局迁往新疆维吾尔自治区阜康市，巴力全家也随着矿务局搬到那里。搬家之后不久，巴力的母亲和父亲先后下岗，巴力一家的生活变得很艰难。1996年，巴力的母亲进入冶炼厂上班。1999年，巴力的父亲也在冶炼厂重新谋到一份工作。巴力一家的经济情况稍稍好转。
在小学里，巴力踢球小有名气。巴力的父亲为了培养儿子踢球，找了一片空地，花700元租来挖掘机和推土机自制了一块小型的足球场地；又花500元从废品站买来铁管，制成球门。2002年，巴力从阜康市第三小学毕业，进入阜康市第三中学读书。一个学期后，巴力的父亲决定送儿子去足校，以便让他走上职业足球的道路。为了凑每年6000元人民币的学费，巴力的父亲买断了自己23年的工龄，换来四万元人民币。签买断工龄协议时，巴力的父亲突然心跳加速、瘫倒在地，被递往医院抢救，所幸没有大碍。买断工龄之后，巴力的父亲患上了糖尿病。

### 新疆体彩
2003年3月，14岁的巴力进入新疆宋庆龄足球学校。2005年，巴力被选入十运会新疆男子足球队，是队内年龄最小的球员。预赛中新疆队取得小组第三，进入附加赛，与海南、浙江、北京竞争三个晋级席位。附加赛最后一轮，与海南队的关键一战中，巴力打入唯一入球，把新疆队送入了决赛圈。这也是新疆队46年来首次进入全运会男足比赛决赛圈。决赛圈的比赛中，新疆队三战尽墨，一球未进，丢了十五个球，小组赛就被淘汰，总排名排在十二支队伍最末。全运会结束后，新疆体委决定派队参加中国足球乙级联赛，为十一运会再次进入决赛圈做准备。新疆全运队改编为新疆体彩队，巴力成为主力球员，踢了三年的中乙联赛。2006年和2008年，球队都排在北区第六名。2007年，球队排在北区第二名，入围全国总决赛，却在第一轮就被广西天基淘汰。2009年，新疆体彩队改编为十一运会新疆男子足球队，没有参加中乙联赛。但是，新疆队在十一运会男子甲组（U20）的预赛中折戟，没能晋级。赛后，新疆队解散，巴力和队友们进入新疆师范大学读书。巴力在赛后还曾去陕西浐灞试训，但时任主教练朱广沪直接将他拒之门外。全运会预赛中，巴力已被浙江绿城时任主教练吴金贵看中。巴力进入新疆师大不久就收到了吴金贵的邀约。经过绿城俱乐部与新疆队的协商，巴力免费加盟浙江绿城（也有说法说绿城向新疆队支付了五万元的转会费）。

### 浙江绿城
2010年3月27日2010年中国足球超级联赛第1轮，浙江绿城客场挑战山东鲁能，比赛第67分钟巴力替补范晓冬上场，这是他的第一场中超比赛，也是新疆球员第一次登上中超赛场。4月24日第5轮，主场与天津泰达的比赛，巴力首发出场，这是他第一次在中超中首发，巴力也成为了中超联赛中第一个首发的新疆球员。10月31日第29轮与河南建业的比赛中，巴力打入自己的中超第一球，这创造了一个新的纪录：新疆球员的第一个中超进球。这一年中，巴力成了浙江绿城的主力，联赛出场21次，打入3球。巴力在联赛中的表现也吸引了时任中国国奥队主帅布拉泽维奇的注意。2011年2月，巴力入选中国国奥队。2011年3月1日，2011年亚足联冠军联赛杭州绿城对阵名古屋鲸鱼的比赛中，巴力上场不到一分钟就助攻拉米雷斯打破僵局，终场前又射入一个世界波，帮助球队在亚足联冠军联赛上首场比赛取得胜利。这也使巴力成为首个在亚足联冠军联赛上打入进球的维吾尔族人。这一年，巴力既入选了中国国奥队，又在亚冠中送上助攻和进球，巴力的知名度快速增加。
2012年是巴力与杭州绿城合同的最后一年。球队更换了主教练，日本人冈田武史替代了吴金贵，巴力的上场机会明显减少。巴力与俱乐部的续约谈判也很不顺利。2012年10月25日，杭州绿城俱乐部发布公告，巴力因多次出现违规违纪行为，违反工作合同，被俱乐部予以除名和罚款35000元人民币。俱乐部公布，巴力的违纪行为包括不按规定进早餐、比赛前夜不归宿、缺席赛前准备会、训练迟到。俱乐部还说，其实早在7月25日俱乐部就对巴力处以停赛、停训、停薪的“三停”处罚，只是出于保护球员的考虑，俱乐部没有公开这一处罚。俱乐部称，巴力开始时认错态度良好，但是9月23日时巴力没有请假就私自回到乌鲁木齐，而且在事后“多次撒谎试图掩盖”。绿城俱乐部忍无可忍，才决定将他开除。俱乐部也表示，双方在续约一事上确实存在分歧，巴力的经纪人要价过高，开出的年薪甚至要超过绿城队长汪嵩，双方一直谈不拢。俱乐部表示没有拖欠巴力的薪水，工资中扣掉的部分是巴力买房的还款。巴力之前面对媒体时表示，俱乐部自7月起没有给他发工资，之前的奖金也拖欠了不少。在《体坛周报》的采访中，巴力表示俱乐部减少他的上场时间，是因为他不肯与俱乐部续约；巴力还说，因为不吃早饭、迟到而受罚，他无法接受。在搜狐体育的专访中，巴力表示，俱乐部公开处罚他的原因“说白了还是因为我不肯续约”。《今日早报》的专访中，巴力表示自己受到了经纪人的误导，以为俱乐部开出的工资不够多，才没有续约。俱乐部开出的条件是在原来3万月薪的基础上增加80%，巴力表示自己“不会算，算不清楚”，在记者帮他计算之后，巴力表示俱乐部给的工资“原来也不少”，“现在有些后悔了”。至于私自回到乌鲁木齐，巴力表示自己有医院的证明，他已无法打比赛，正好手头没有钱，就回了乌鲁木齐参加商业活动赚钱。由于绿城开除巴力，巴力成为自由球员。

### 江苏舜天
江苏舜天一直关注着巴力。巴力被浙江绿城开除后，江苏舜天第一时间联系了他。江苏舜天主帅德拉甘一直希望引进巴力。2013年1月，巴力正式加盟江苏舜天，身披7号球衣。2013年3月3日中国足协超级杯的比赛中，巴力首发出场，这是他第一次代表江苏舜天出战正式比赛。第60分钟时，巴力被同为右边前卫的孙可换下。江苏舜天最终2比1客场击败广州恒大，巴力随队拿到了2013年超级杯冠军。由于与孙可的竞争，巴力并不能获得稳定的主力位置。2013年6月26日中超联赛第13轮山东鲁能主场与江苏舜天的比赛，第37分钟时巴力被鲁能王永珀撞倒，裁判认为王永珀犯规。巴力起身时，笑着竖起了中指，被直播镜头拍到。赛后中国足协罚巴力停赛五场，罚款两万五千元人民币。巴力解释说，王永珀侮辱他的家人，言辞非常不堪，巴力无法容忍才对王永珀竖中指。江苏舜天和巴力事后表示，只处罚巴力，不追究王永珀，有些不公平。王永珀在比赛后表示，“（巴力的动作）在比赛中很正常，他还小”。

### 青岛
2016年1月29日，巴力转会青岛黄海。同年中甲联赛第22轮比赛对北京北控的比赛中，巴力在下半场替补出场，仅仅上场半分钟便取得代表青岛黄海的首粒进球。2019年，巴力随队获得中甲联赛冠军，重回中超赛场。
2021年7月9日，巴力通过微博自行宣布告别球队，随后删除该微博。俱乐部当天宣布给予巴力停赛、停训、停薪处罚，称他在7月7日球队用餐时曾殴打按摩师，又在当天的热身赛因态度不认真被换下后谩骂教练组并冲撞助理教练，严重破坏球队团结。7月20日，巴力处罚期结束，回归球队。

### 回归新疆球队
青岛俱乐部退出职业联赛后，巴力成为自由球员。2022年8月30日，巴力加盟新疆天山雪豹。
2024年9月10日，中国足球协会在大连召开新闻发布会公告，巴力被终身禁止参加中国境内有关的足球活动。

### 国家队
2011年效力浙江绿城期间，巴力入选了布拉泽维奇的中国国奥队，并渐渐成为中国国奥队的主力。巴力参加了中国国奥队在2012年夏季奧林匹克運動會足球比賽亞洲區男子資格賽的全部两场比赛。第一回合中国国奥队主场0比1不敌阿曼，第二回合中国客场1比3再输阿曼，中国国奥队以总比分1比4被淘汰。第二回合的比赛中，巴力助攻吴曦打入一球。赛后，媒体称赞了巴力的表现，认为他在右路的跑动、拼抢、突破给了对手很大的压力，盘活了球队的进攻。

## 球风
评论认为，巴力虽技术比较粗糙，但在体能、拼抢、身体、斗志上具有优势。还有评论认为他可以给球队带来硬度和冲击力。

## 家庭
巴力与女友相识于2003年，那时巴力在新疆宋庆龄足球学校读书，她在隔壁的警校学习。巴力的女友名叫谢热潘，在乌鲁木齐的一所法院工作。巴力接受采访时表示，计划在2013年联赛结束后在新疆结婚。

## 出场纪录

### 俱乐部
最後更新：2013年11月5日
| 赛季 | 俱乐部   | 级别 | 联赛 | 联赛 | 足协杯 | 足协杯 | 亚冠 | 亚冠 | 其他1 | 其他1 | 总计 | 总计 |
| 赛季 | 俱乐部   | 级别 | 出场 | 进球 | 出场   | 进球   | 出场 | 进球 | 出场  | 进球  | 出场 | 进球 |
| ---- | -------- | ---- | ---- | ---- | ------ | ------ | ---- | ---- | ----- | ----- | ---- | ---- |
| 2010 | 杭州绿城 | 中超 | 16   | 1    | -      | -      | -    | -    | -     | -     | 16   | 1    |
| 2011 | 杭州绿城 | 中超 | 21   | 3    | 0      | 0      | 5    | 1    | -     | -     | 26   | 4    |
| 2012 | 杭州绿城 | 中超 | 17   | 0    | 1      | 0      | -    | -    | -     | -     | 18   | 0    |
| 2013 | 江苏舜天 | 中超 | 11   | 0    | 1      | 0      | 2    | 0    | 1     | 0     | 15   | 0    |
| 总计 | 总计     | 总计 | 65   | 4    | 2      | 0      | 7    | 1    | 1     | 0     | 75   | 5    |

1 包括中国足球协会超级杯
2 效力新疆体彩时期由于缺乏数据，表中不列出

## 榮譽

### 俱乐部
江苏舜天
- 中国足协超级杯冠军(1)： 2013